# Medophron dytiscivorus
Medophron dytiscivorus là một loài tò vò trong họ Ichneumonidae.